# Guy Luzon
 (juillet 2013).
Si vous disposez d'ouvrages ou d'articles de référence ou si vous connaissez des sites web de qualité traitant du thème abordé ici, merci de compléter l'article en donnant les références utiles à sa vérifiabilité et en les liant à la section « Notes et références ».
Guy Luzon (en hébreu : גיא לוזון) (né le 7 août 1975) est un ancien footballeur israélien devenu entraîneur.

## Carrière
Guy Luzon commence sa carrière d’entraîneur à l'âge de 26 ans, mettant un terme à sa carrière de joueur très tôt, à la suite d'une blessure. Il devient alors le plus jeune entraîneur de l’histoire de la Division 1 israélienne.
En juin 2013, Guy Luzon devient l’entraîneur du Standard de Liège, en Jupiler Pro League.
Alors qu'il fut sévèrement critiqué à son arrivée et ce, avant même que la saison ne soit commencée, Guy Luzon et son équipe réalisent un très beau début de saison et signent avec la victoire contre le Cercle de Bruges, le 29 septembre 2013, leur neuvième victoire en autant de matches de championnat. Il finira la saison 2013-2014 en tant que vice-champion du championnat de Belgique. 
Le coaching atypique de Guy Luzon lui a souvent fait subir les critiques de nombreux observateurs. Totalement investi dans le match, il est courant de le voir donner de multiples directives à ses joueurs sans s'asseoir une seule fois sur le banc de touche, provoquant parfois l'agacement de ses confrères.
Le 20 octobre 2014, après un départ très mitigé et face à la colère des supporters, il démissionne de son poste d'entraîneur du Standard de Liège.
Le 12 novembre 2014, il est nommé consultant sportif du club allemand du FC Carl Zeiss Jena. 
Le 13 janvier 2015, il devient le nouvel entraîneur du club britannique de Charlton Athletic Football Club en remplacement de l'entraîneur belge Bob Peeters.  Il est remercié du club britannique le 24 octobre 2015 pour manque de résultats.  

## Palmarès

### Joueur
- Vainqueur de la Toto Cup en 1995 avec le Maccabi Petah Tikva

### Entraîneur
- Vainqueur de la Toto Cup en 2004 avec le Maccabi Petah Tikva
- Vice-Champion de Belgique en 2014 avec le Standard de Liège.